# Dimeria stapfiana
Dimeria stapfiana är en gräsart som beskrevs av Charles Edward Hubbard och Pilg.. Dimeria stapfiana ingår i släktet Dimeria och familjen gräs. Inga underarter finns listade i Catalogue of Life.